# Гленмалер парк
Гленмалер парк (енгл. Glenmalure Park), познат и као Милтаун, је био фудбалски стадион у јужном делу Даблина, Република Ирска. Налазио се у предграђу Милтаун, а био је дом Шамрок роверса од 1926. до 1987. Сада се на његовом месту налази стамбено насеље које се зове Гленмалер трг (Glenmalure Square).

## Историја
Стадион је званично отворен у недељу 19. септембра 1926. пријатељском утакмицом Шамрок роверса и Белфаст Селтика пред око 18.000 гледалаца. А први гол за Шамрок на овом стадиону је постигао Боб Фулам.
Када је породица Канингем 1930-их преузела Шамрок роверсе, стадион је добио назив Гленмалер парк по Гленмалер долини у Виклоу планинама, дому предака ове породице.
Највећа забележена посета на њему је била 28.000 гледалаца против Вотерфорда 1968. године. А стадион је последњи пут био пун пре затварања 1986. у утакмици Купа европских шампиона против Селтика, када је било 18.000 гледалаца.
1987. власници клуба су донели контроверзну одлуку да продају стадион, а последња утакмица на Гленмалер парку је била утакмица полуфинала Купа Ирске између Шамрок роверса и Слајго роверса одиграна 12. априла 1987, када су навијачи улетели на терен у знак протеста због продаје стадиона. Наредну сезону навијачи су бојкотовали све утакмице клуба, а такође су и преко добровољних доприноса сакупљали средства да откупе стадион, али је друга понуда била боља и након дужег жалбеног процеса стадион је срушен 1990. и на његовом месту изграђен стамбени комплекс.
Шамрок роверси су наредне 22 године провели играјући на разним стадионима по Даблину, а такође и изван граница града, пре него што су се коначно у марту 2009. преселили на Тала стадион.
Поред Шамрок роверса стадион су још користили следећи клубови: Шелбурн јунајтед у сезони 1923/24., Редс јунајтед у сезони 1935/36., Шелбурн од 1949. до 1951. и Сент Патрикс атлетик од 1951. до 1954.